# Rolkanje
Rólkanje je vožnja ali kakšno drugačno manevriranje na rolki. Človek, ki rolka, je rolkar.
Prav tako kot rolamo tudi rolkamo za rekreacijo ali šport. Rolkanje je primerno tudi za prevažanje (ker je hitrejše od hoje). Podobni (ekstremni) športi so deskanje na snegu, BMX in surfanje.
Ker rolkanje izvira iz ZDA, tudi pripadniki rolkarske subkulture uporabljajo mnoge iz angleščine privzete besede. Tako je rolka »skejt«, rolkanje »skejtanje«, rolkar pa »skejter«. Prevzete besede prevladujejo tudi pri poimenovanju raznih tehnik, opreme in drugih sestavnih delov rolkanja.
Rolkanje izvira iz surfanja, ker so surferji hoteli »surfati«, ko ni bilo valov. Tako so naredili prve rolke, ki so bile v osnovi podobne današnjim. Rolkanje so takrat imenovali »surfanje po pločnikih«, ker so rolkarji posnemovali manevre surferjev. Dandanes pa je prišlo do obratne situacije: surferji prenašajo trike iz rolkanja na valove, rezultat pa je razvoj obeh »športov«.

## Rolkarji
Amaterske rolkarje lahko sponzorirajo podjetja (tako kot poklicne), vendar pa nimajo svojih modelov produktov in prejemajo nižje prihodke kot poklicni. Pred statusom amaterja ima rolkar pogosto status »flow« (angleški izraz), kar pomeni, da dobiva produkte od podjetja po zelo nizki ceni.
V rolkarskem svetu velja prepričanje, da so amaterski rolkarji veliko bolj motivirani, ker se s svojim statusom še ne morejo preživljati in med njimi vlada velika konkurenca. To potrjujejo tudi njihovi triki v video delih, ki jih posnamejo za svoje sponzorje, njihovo rolkanje na demostracijah in tekmovanjih (ki so ločena od poklicnih). Jake Phelps je dejal, da ima amaterski rolkar dve leti časa, da se izkaže ali pa nikoli ne doseže statusa poklicnega rolkarja.

## Zgodovina
V sedemdesetih je bilo rolkanje še vedno šport izvajan na pločnikih, rolke pa so bile oblikovane za izgled, ne pa funkcionalnost. Zaradi ozkih podvozij (sleng: »akse«, »aksli«) so bila kolesa blizu skupaj, zaradi tega je bila rolka dokaj nestabilna. Naravna evolucija je vodila do širših rolk (in podvozij), kar je omogočalo uporabo bolj zahtevega terena. Med prve tipe takega terena spadajo suhi rečni jarki in prazni hišni bazeni (oboji so popularni še dandanes). Kmalu so začeli lastnosti tega terena posnemat in tako se je rodila rampa. Prve take rampe so bile oblike četrtine kroga, po katerih so se rolkraji vozili do zgornjega roba. Velik napredek je pomenil izum half-pipe-a (slovensko: pol-pipa), ki je sestavljen iz dveh četrtin kroga in nekaj ravne površine med njima. Half-pipe je še vedno ne pogrešljiv del skoraj vsakega poligona za rolkanje, uporabljajo ga tudi pri deskanju na snega, rolanju in BMX-u.

## Razvoj rolkarskih trikov
Z evolucijo poligonov za rolkanje (sleng: skejtpark) so se triki zavijali iz enostavnih dvo-dimenzionalnih trikov (vožnja po sprednjih ali zadnjih kolesih, vrtenje na mestu itd.) do prvih trikov, ki so rolkarjem omogočali skok v zrak. 
Prvi triki v tej evoluciji so bili t. i. »early grab« (slovensko: zgodnji prijem) - rolkar se približa objektu (npr. half-pipe, bazen) z več hitrosti, kot jo je potrebno za doseg zgornjega roba. Preden rolkar doseže rob, se z eno roko prime za rolko in se na njej obdrži, ko preleti rob. Trik se zaključi s pristankom, rolkar takrat rolko izpusti iz roke. Ti triki so prvi dali občutek letenja, vandar pa jih je zelo omejeval tip terena.
Drug korak v tej evoluciji je bil t. i. »boneless«. Ta trik omogoča skok zelo visoko, z malo prakse. Rolkar prime rolko in obenenem da sprednjo nogo dol z nje. Z roko dvigne rolko na želeno višino in dvigne prednjo nogo še preden se začne spuščati. Ta trik je omogočal tudi dosti večje rotacije (lažje), kot »early grabi«.
S trikom »no comply«, je v rolkanje prišel eden izmed dveh najpomebnejših delov rolkanja: »pop«. Primerne besede za prevod »popa« ni, zato je bolje, da se z njim nekoliko seznanite:
Razlaga pojma »pop«: s popom poimenujemo rolkino sposobnost, da sprejme energijo, ki jo dobi pri odrivu od tal (z zadnjo nogo) in jo pretvori v (večjo ali manjšo) višino. Pri popu se rolka postavi skoraj pokončno in se malenkost dvigne od tal.
Pri »no complyju« je prisoten le pop, rolka se izravna z nadzorovanjem z zadnjo nogo. Tudi »no comply« omogoča rotacije, prvič tudi rotacije samo rolke (ne skupaj s telesom).
Okoli leta 1978 je Alan »Ollie« Gelfand izum najosnovnejši sodobni trik »ollie«. Ollie omogoča skok brez prijemov ali uporabe nog dol z rolke. Prvotno so trik izvajali na hal-pipeu tako, da so rolko le povlekli s sprednjo nogo. To pa ni delovalo na ulici, zato je Rodney Mullen triku dodal prej opisani pop. Tako je še dandanes trik sestavljen iz popa in izravnavanja s sprednjo nogo. Najvišji ollie (skok) je leta 2000 naredil Danny Wainwright z višino 44.5 inčev (114 cm).
Večino modernih trikov je izumil Rodney Mullen (in še vedno jih) in se po navadi izvajajo s kombinacijo premikov sprednje in zadnje noge.

## Skejtarji najzaslužnejši za razvoj skejtanja
- Alan Gelfand - izumil najosnovejši trik »ollie« (navaden skok)
- Rodney Mullen - izumil večino modernih rolkarskih trikov
- Natas Kaupas in Mark Gonzales - originatorja modernega skejtanja
- Tony Hawk - najpopularnejši skejtar v zgodovini rolkanja, rolkanju prinesel »mainstream« popularnost